# Шах Степан
Степа́н Ша́х (псевдонім Степан Перський; 1891, Куликів, тепер Жовківський район, Львівська область, Україна — 16 вересня 1978, Сідней, Австралія) — український педагог (класичний філолог), діяч «Просвіти», мемуарист. Дійсний член НТШ (з 1954).

## Життєпис
Поручник УГА. 

Полонені старшини Української Галицької Армії в тюрмі «Бригідки», жовтень 1919 року.
Стоять зліва: 1. хор. В. Алексевич, 2. хор. Степан Конрад, 3. хор. О. Ганкевич, 4. підхор. М. Бержак, 5. четар Ю. Стець, 6. чет. В. Окіс, 7. хор. Ф. Федів. Сидять: 8. поручник П. Гродзіцький, 9. чет. Г. барон Ріллінг, 10. пор. Степан Шах, 11. хор. В. Омелян, 12. сотник Вол. Галин. Сидять на підлозі: чет. Іван Піддубняк, 14. чет. В. Супінський, 15. хор. Д. Федух.

Професор (учитель) Академічної гімназії у Львові (з 1920), пізніше директор української гімназії в Перемишлі (1932–1939), секретар Головного Виділу Товариства «Просвіта» у Львові (1920–1932).
Автор (під псевдонімом Степан Перський) «Популярної історії Товариства „Просвіта“» (1932), розвідок з історії галицького шкільництва, зокрема історії Перемиської гімназії, розвідки «Отець Маркіян Шашкевич та галицьке відродження» (1961), мемуарів «Львів — місто моєї молодости» (І-III, 1955–1956), «Між Сяном і Дунайцем» (1960) тощо.
З 1944-го жив у Німеччині, в 1978 переїхав до Сиднея (Австралія), де і помер.

## Нагороди
- Командорський хрест ордена Святого Сильвестра (Ватикан, 9 квітня 1964)[3]

### Праці
- Львів — місто моєї молодости. (Спомин присвячений Тіням забутих Львов'ян). Ч. I—II. — Мюнхен, 1955 [Архівовано 29 вересня 2013 у Wayback Machine.]
- Львів — місто моєї молодости. (Спомин присвячений Тіням забутих Львов'ян). Ч. III. — Мюнхен, 1956 [Архівовано 29 вересня 2013 у Wayback Machine.]
- Львів — місто моєї молодости (фрагмент «Львівські шляхи») [Архівовано 28 вересня 2013 у Wayback Machine.]
- Де срібнолентий Сян пливе. Історичний нарис державної української гімназії в Перемишлі. — Накладом Товариства «Рідна Школа» в Німеччині, 1977 [Архівовано 27 вересня 2013 у Wayback Machine.]